# Giải quần vợt Mỹ Mở rộng 2019 - Đôi nam xe lăn
Alfie Hewett và Gordon Reid đã 2 lần vô địch liên tiếp. và đã bảo vệ thành công chức vô địch sau khi đánh bại Gustavo Fernández và Shingo Kunieda 1–6, 6–4, [11–9] tại chung kết.

## Hạt giống
1. Stéphane Houdet /  Nicolas Peifer (Bán kết)
2. Joachim Gérard /  Stefan Olsson (Bán kết)

## Bốc thăm

### Từ viết tắt
| - Q = Vòng loại - WC = Đặc cách - LL = Thua cuộc may mắn - Alt = Thay thế - SE = Miễn đặc biệt | - PR = Bảo toàn thứ hạng - w/o = Thắng nhờ đối thủ rút lui trước trận đấu - r = Bỏ cuộc giữa trận đấu - d = Bị xử thua - SR = Xếp hạng đặc biệt |

### Sơ đồ
|  | Bán kết | Bán kết                          | Bán kết | Bán kết                          | Bán kết |                          |     | Chung kết | Chung kết | Chung kết | Chung kết | Chung kết |  |
|  |         |                                  |         |                                  |         |                          |     |           |           |           |           |           |  |
|  | 1       | Stéphane Houdet Nicolas Peifer   | 0       | 3                                |         |                          |     |           |           |           |           |           |  |
|  | 1       | Stéphane Houdet Nicolas Peifer   | 0       | 3                                |         |                          |     |           |           |           |           |           |  |
|  |         | Alfie Hewett Gordon Reid         | 6       | 6                                |         |                          |     |           |           |           |           |           |  |
|  |         | Alfie Hewett Gordon Reid         | 6       | 6                                |         | Alfie Hewett Gordon Reid | 1   | 6         | [11]      |           |           |           |  |
|  |         |                                  |         |                                  |         | Alfie Hewett Gordon Reid | 1   | 6         | [11]      |           |           |           |  |
|  |         |                                  |         | Gustavo Fernández Shingo Kunieda | 6       | 4                        | [9] |           |           |           |           |           |  |
|  |         | Gustavo Fernández Shingo Kunieda | 6       | Gustavo Fernández Shingo Kunieda | 6       | 4                        | [9] | 5         | [10]      |           |           |           |  |
|  |         |                                  |         |                                  |         |                          |     | 5         | [10]      |           |           |           |  |
|  | 2       | Joachim Gérard Stefan Olsson     | 2       | 7                                | [3]     |                          |     |           |           |           |           |           |  |